# フォード・エクスプローラー スポーツトラック
エクスプローラー スポーツトラック（Explorer Sport Trac）は、 フォードが北米市場向けに製造・販売したピックアップトラックである。フォード・レンジャーとフォード・Fシリーズの中間車種でシボレー・コロラド/GMC・キャニオン、ダッジ・ダコタ、日産・フロンティア、トヨタ・タコマを主な競合車種とする。単にスポーツトラック（Sport Trac）とも呼ばれてる。

## 概要
フォード・エクスプローラーをベースに開発され2世代約10年に渡って販売された。生産拠点は全てルイビルにあるルイビル組立工場から供給されていた。  
フォードが2011年モデル向けに5代目エクスプローラーを開発したことで、エクスプローラースポーツトラックはモデルラインから段階的に外され2010年10月に生産が終了。 当初北米から除外されていたフォード・レンジャー (T6)は、2018年末に生産を開始。市場の移行に伴いレンジャーはエクスプローラースポーツトラックの後継としての役割を果たした。

## 初代（2000年–2005年）
2001年モデルとして2000年2月に導入された。SUVとピックアップトラックが融合したスポーツユーティリティトラック(SUT)という新しいタイプの車として発表された。 
レイアウトに関してはSport Tracに続いてシボレー・アバランチとホンダ・リッジラインがあり 、どちらもSUVから派生した乗用車用ピックアップトラックである。 

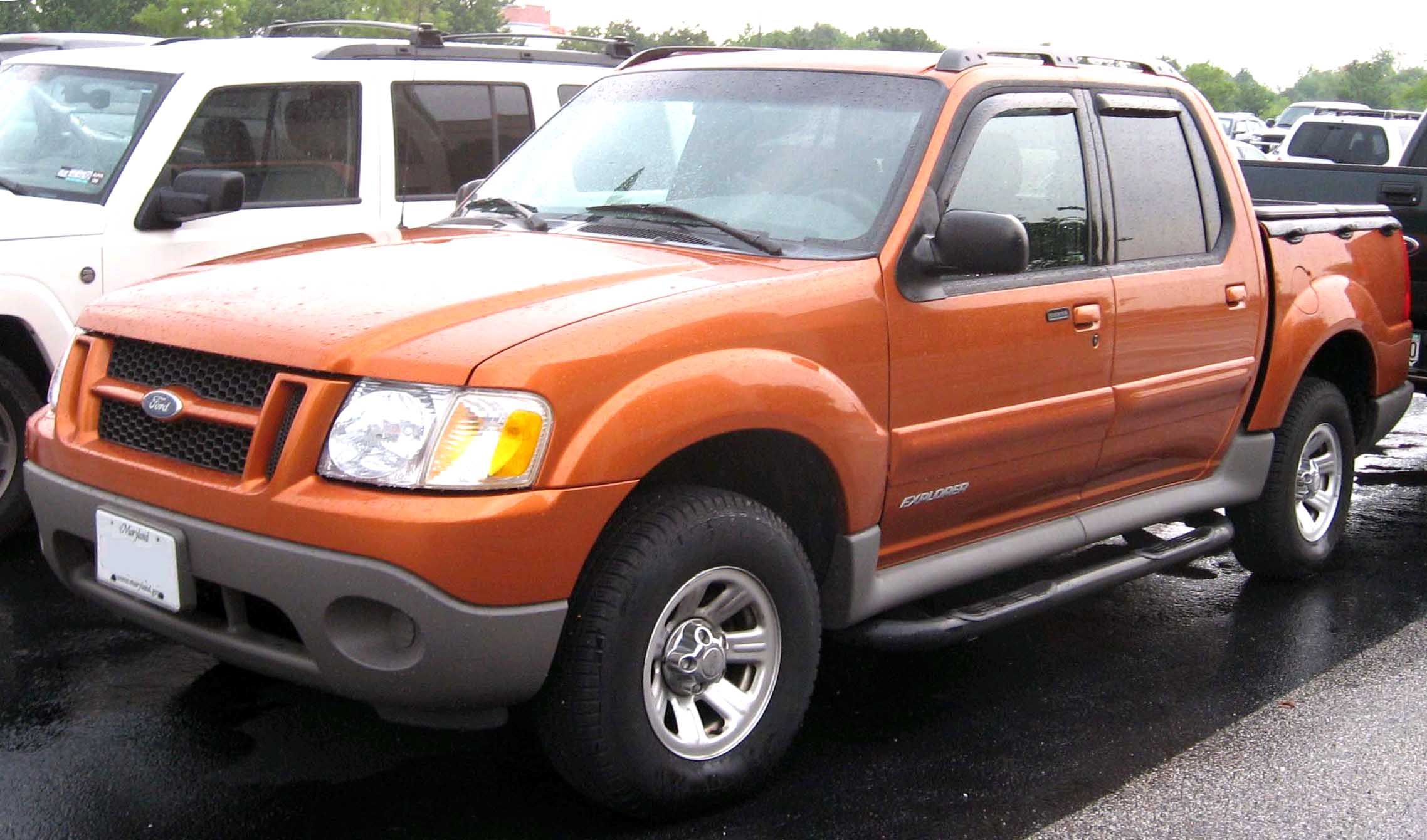
2001 Ford Explorer Sport Trac XLS
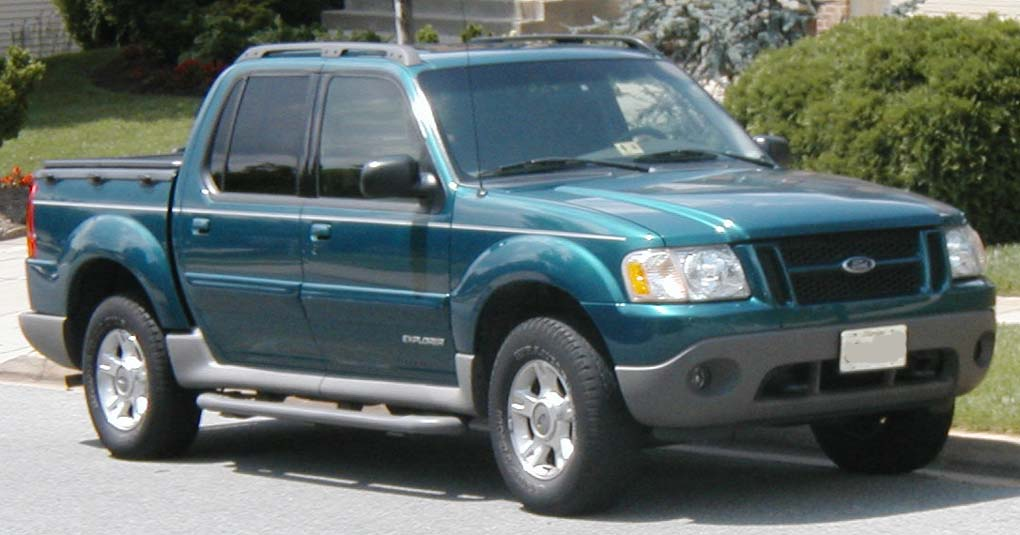
2001 Ford Explorer Sport Trac XLT
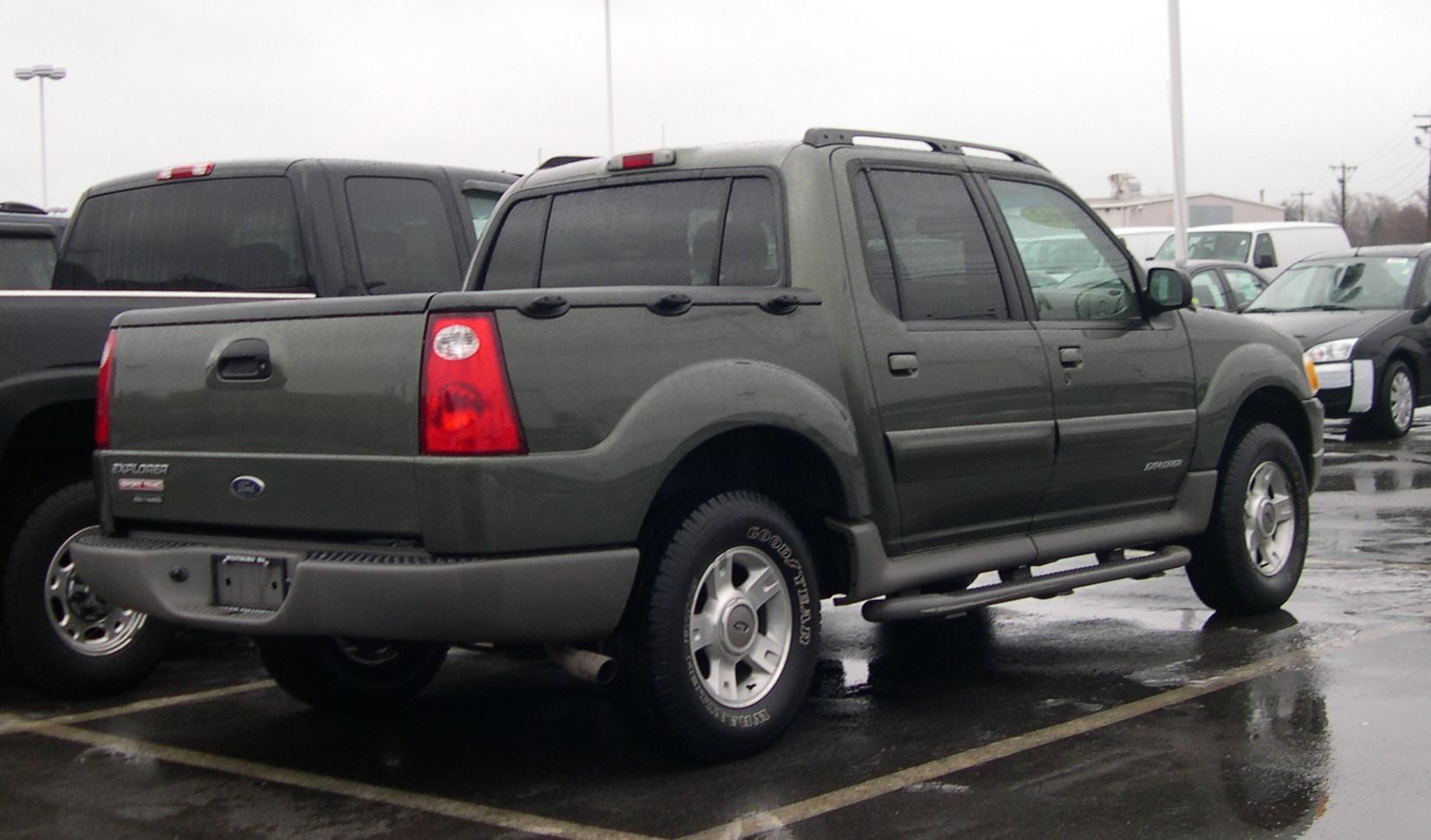
2002 Ford Explorer Sport Trac, rear ¾
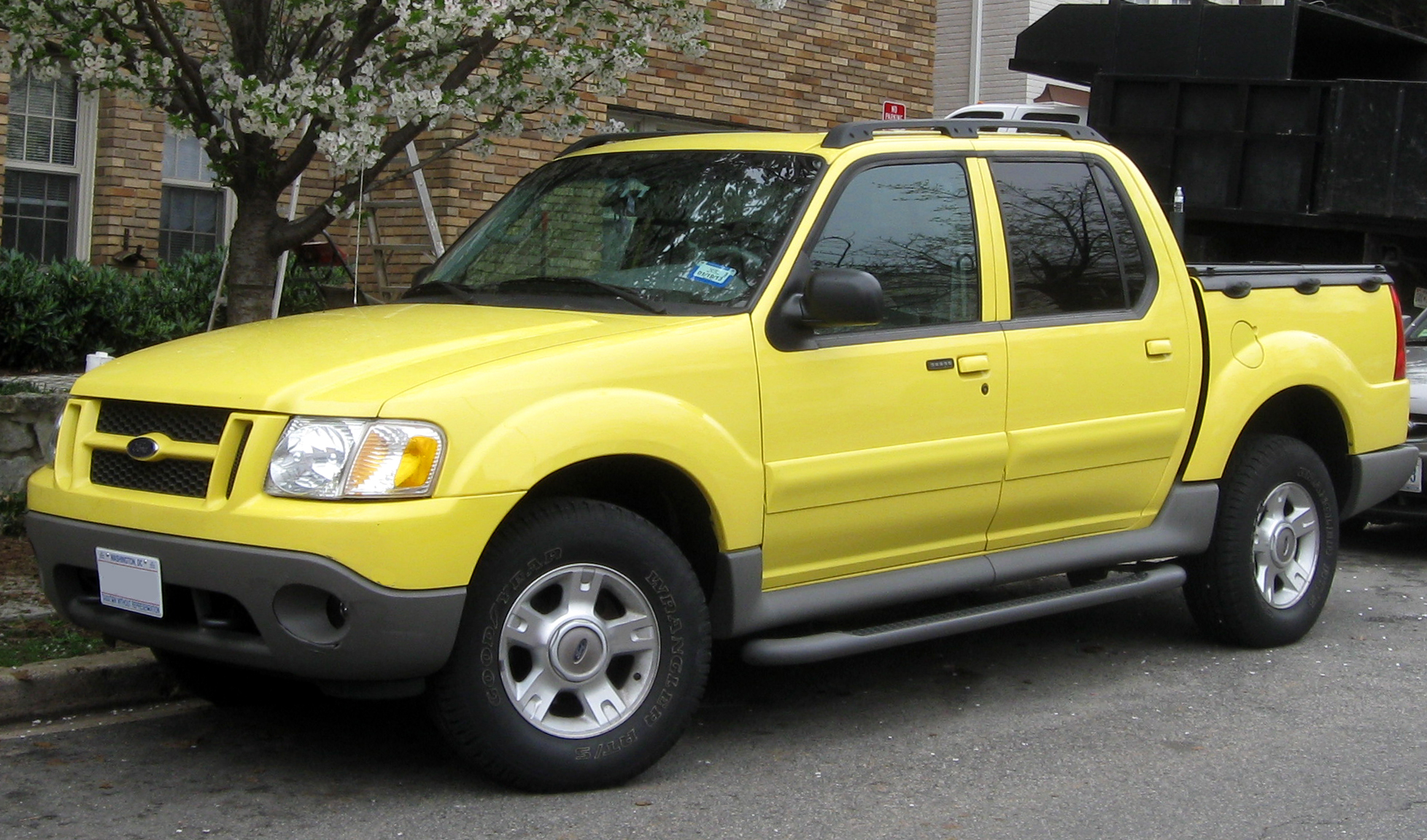
2003-2004 Ford Explorer Sport Trac XLT

## 2代目（2006年–2010年）
2006年、フォードは2代目モデルをリリース。 4代目エクスプローラーをベースとして発売を開始した。当代から日本へ正規輸入(ただし左ハンドルのみ)された。  
2006年モデルをスキップした後、2007年モデルの新しいデザインがリリースされエクスプローラー/マウンテニアの2006年の再設計で多くの更新を採用したエクスプローラースポーツトラックは、再設計されたフレームと、 安定性制御とアクティブロールオーバー保護 （それぞれFordのAdvanceTracおよびRoll Stability Controlと呼ばれる）を含むいくつかの安全機能の導入を受けた。 

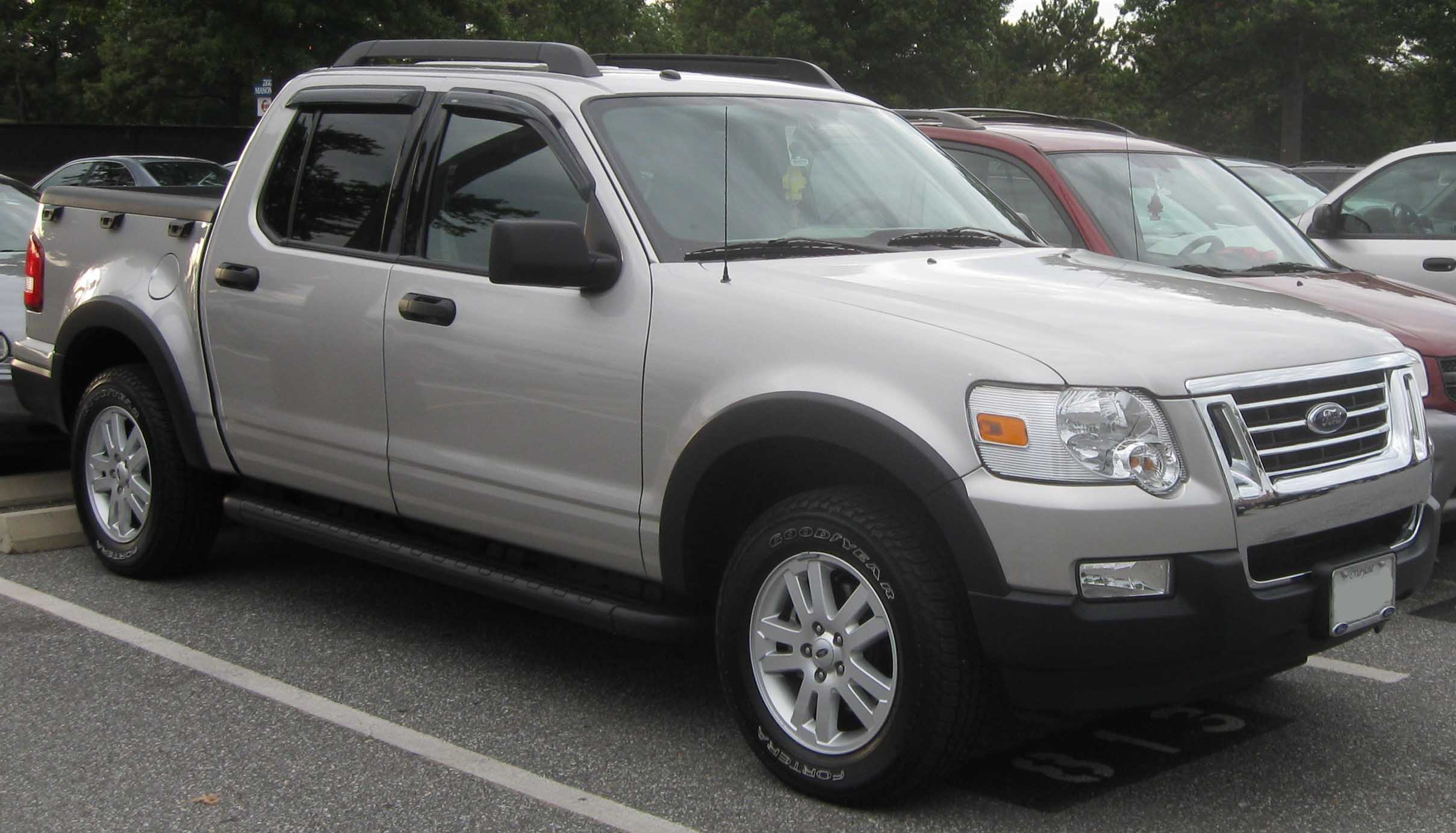
2007-2008 Ford Explorer Sport Trac XLT
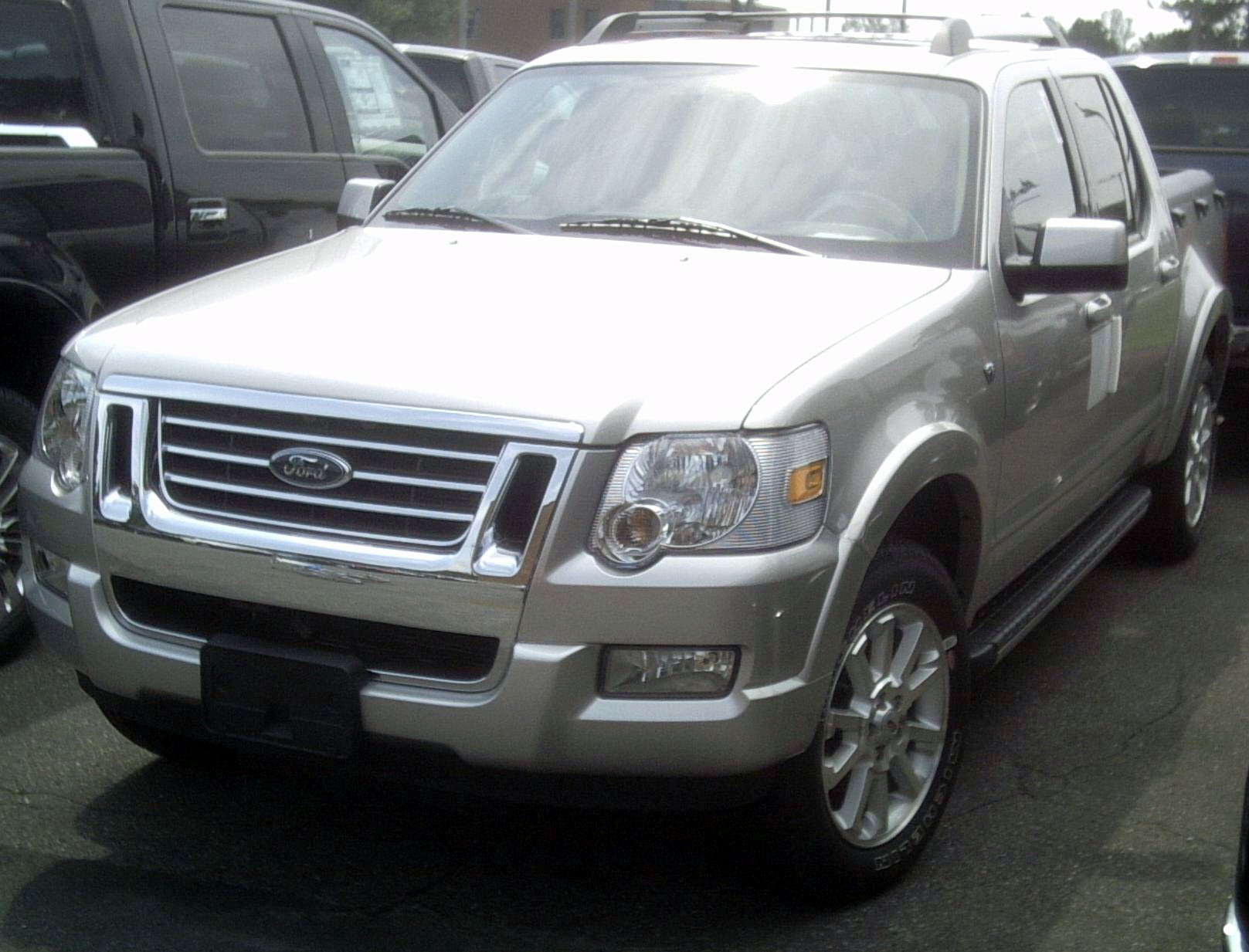
2007 Ford Explorer Sport Trac Limited
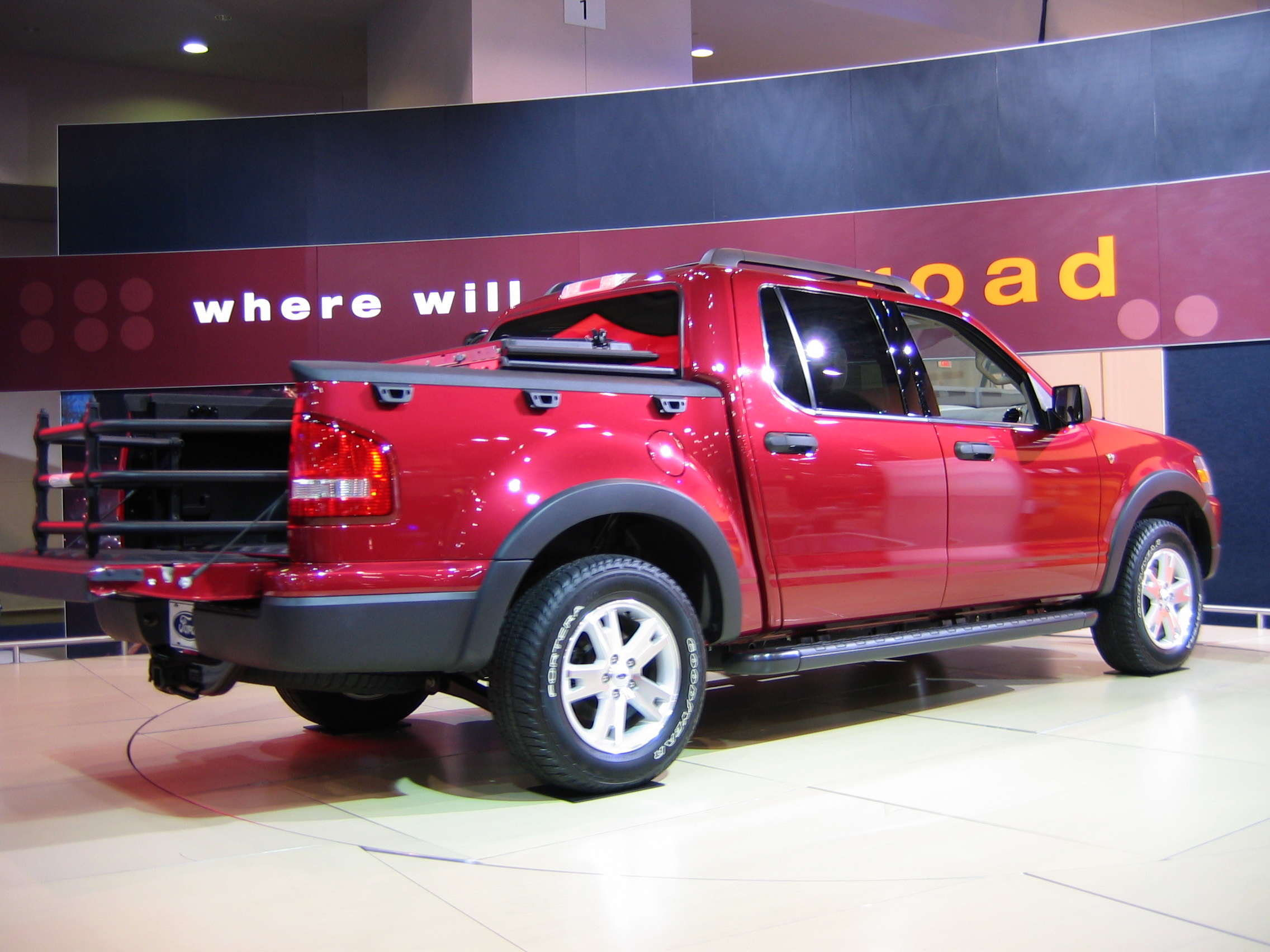
Ford Explorer Sport Trac XLT, showing bed extender deployed
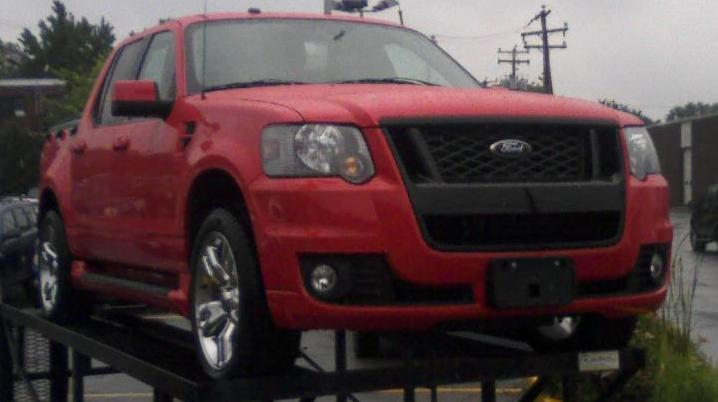
Ford Explorer Sport Trac Adrenalin
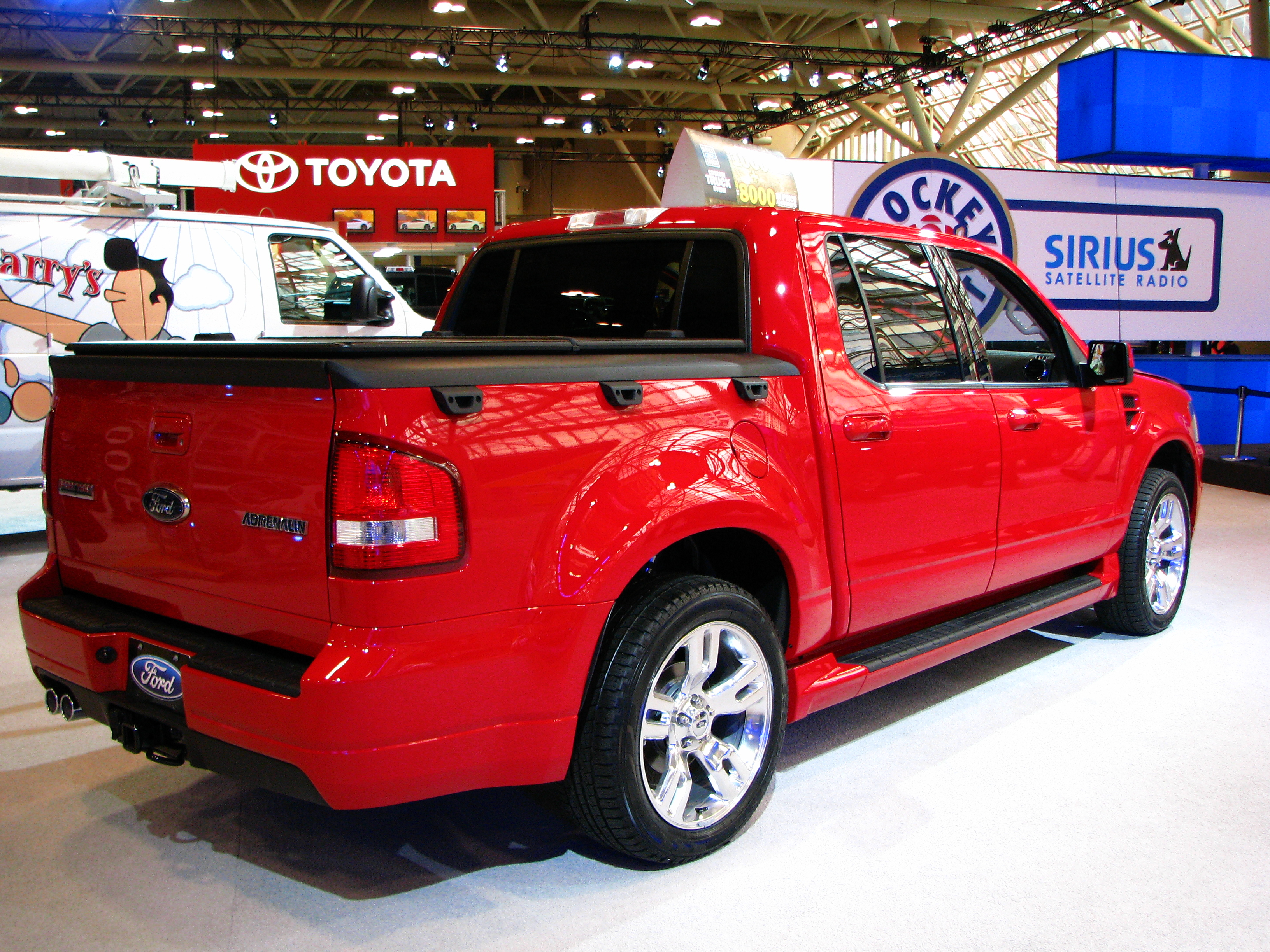
Ford Explorer Sport Trac Adrenalin, rear ¾ (tailgate up)